# Палавин, Сергей Асафьевич
Сергей Асафьевич Палавин (1924—1988) — лейтенант РККА, участник Великой Отечественной войны, Герой Советского Союза (1945).

## Биография
Родился 2 октября 1924 года в деревне Зелецино (ныне — Кстовский район Нижегородской области). После окончания семи классов школы на родине и ремесленного училища в Горьком работал токарем. В августе 1942 года был призван на службу в Рабоче-крестьянскую Красную Армию. В 1943 году окончил Московское пулемётное училище. В боях был ранен. К июню 1944 года лейтенант Сергей Палавин командовал пулемётным взводом 438-го стрелкового полка 129-й стрелковой дивизии 3-й армии 1-го Белорусского фронта. Отличился во время освобождения Белорусской ССР.
В ночь с 27 на 28 июня 1944 года взвод Палавина участвовал в отражении крупной немецкой контратаки на мосту через Березину в районе деревни Шатково, уничтожив около 160 солдат и офицеров противника. 29 июня 1944 года взвод успешно отразил семь немецких контратак, уничтожив более 300 солдат и офицеров противника. 30 июня 1944 года во время боя за деревню Сычково заменил собой погибшего пулемётчика и лично вёл огонь по противнику, уничтожив несколько десятков вражеских солдат и офицеров, сам был тяжело ранен, но продолжал сражаться, пока не был вновь ранен и не потерял сознание.
Указом Президиума Верховного Совета СССР от 24 марта 1945 года за «образцовое выполнение заданий командования и проявленные мужество и героизм в боях с немецкими захватчиками» лейтенант Сергей Палавин был удостоен звания Героя Советского Союза с вручением ордена Ленина и медали «Золотая Звезда» за номером 7637.
15 марта 1945 вновь был тяжело ранен в ногу, в ноябре того же года по инвалидности был уволен в запас. Вернулся на родину. С 1968 года проживал в Кстово. Скончался 13 октября 1988 года, похоронен на кладбище села Большие Вишенки Кстовского района Нижегородской области.
Был также награждён орденом Отечественной войны 1-й степени и рядом медалей.